# Aliman
Aliman è un comune della Romania di 2 961 abitanti, ubicato nel distretto di Costanza, nella regione storica della Dobrugia.
Il comune è formato dall'unione di 4 villaggi: Aliman, Dunăreni, Floriile, Vlahii.
Nei pressi del comune è situata una riserva paleontologica su un'area di circa 15 ettari, interessante per la consistente presenza di fossili e frequentata da numerosi studiosi.